# الجمعية الألمانية للتخدير والعناية المركزة
الجمعية الألمانية للتخدير والعناية المركزة (بالألمانية: Deutsche Gesellschaft für Anästhesiologie und Intensivmedizin) هي جمعية طبية تضم أكثر من 15000 عضو. تم تأسيسها في 10 أبريل 1953 بمناسبة المؤتمر السنوي السبعين للجمعية الألمانية للجراحة في ميونخ باسم الجمعية الألمانية للتخدير. الرئيس المؤسس لمجموعة العمل الألمانية لطب التخدير والجمعية الألمانية للتخدير من 1952 إلى 1953 كان ريتشارد هاينز يواكيم بارك (1918-1963)، يقع المكتب المسجل للجمعية في هايدلبرغ، والمكتب في نورنبرغ.

## الأهداف
حددت الجمعية لنفسها مهمة "توحيد الأطباء للعمل معا على التوسع والتقدم في التخدير وطب العناية المركزة وطب الطوارئ وعلاج الآلام وضمان أفضل رعاية ممكنة للسكان في هذه المناطق. "هدفها هو زيادة تطوير موضوع التخدير في المجالات الفرعية للتخدير وطب العناية المركزة وكذلك طب الطوارئ والألم والمسكنات.